# National Road 56
La N56 (National Road 56) è una strada nazionale irlandese, precisamente di secondo livello. Si dirama alle porte di Donegal Town dalla N15 percorrendo tutto il tratto costiero occidentale del Donegal, che è l'unica contea che attraversa, prima di confluire nuovamente nella N15 a Letterkenny.
Costituisce una via di comunicazione importante in quanto è l'unica strada nazionale a percorrere le terre occidentali del Donegal, spesso molto rurali e sperdute, altrimenti prive di vie di comunicazione principali. È allo stesso tempo, per le stesse ragioni, una delle strade nazionali più battuta da turisti amanti della natura portando, anche se spesso non direttamente, nei luoghi più apprezzati della contea.

## Percorso
La N56 è una strada dal tragitto pressoché circolare, andando a coprire quasi tutta l'area costiera del Donegal occidentale: si dirama dalla N15 subito dopo la cittadina di Donegal Town, dirigendosi ad ovest verso Killybegs. Non tocca tuttavia la cittadina per pochi chilometri, virando improvvisamente a nord per Ardara tagliando di fatto tutta la zona sud-ovest del Donegal. Raggiunta Ardara, il tragitto prosegue per Glenties e Dungloe prima di entrare nella gaeltacht di Gaoh Dobhair, dove gira di nuovo improvvisamente verso est. Alle porte dell'Errigal, vira nuovamente verso nord per le coste settentrionali e Dunfanaghy. Da Dunfanaghy l'ultimo tratto è tutto verso sud per Letterkenny.